# Алимжанов, Аубакир
Аубакир Алимжанов — советский хозяйственный, государственный и политический деятель.

## Биография
Родился в 1903 году в ауле Токыраунской волости. Член ВКП(б). Происходит из рода Альтеке рода Каракесек племени Аргын.
С 1930 года — на хозяйственной, общественной и политической работе. В 1930—1963 гг. — разнорабочий на строительстве опытной фабрики, флотатор Прибалхашской фабрики, начальник смены, начальник цеха флотации, организатор дома отдыха «Балхаш» и подсобного хозяйства Балхашского горно-металлургического комбината.
Избирался депутатом Верховного Совета СССР 2-го созыва.
Умер в 1969 году.